# Knorpeliger Drüsling
Der Knorpelige Drüsling (Exidia candida var. cartilaginea, Syn.: Exidia cartilaginea) ist ein Taxon gallertartiger Pilze, das zu den Tremellomycetes innerhalb der Familie der Ohrlappenpilzverwandten (Auriculariaceae) gehört. Seine braun-weißen, knorpelig-gallertigen Fruchtkörper wachsen in dichten, verschmelzenden Gruppen. Sie sind in der ganzen gemäßigten und borealen Holarktis verbreitet und erscheinen das ganze Jahr über, verstärkt im Spätherbst und Frühjahr auf morschem Totholz. Der Knorpelige Drüsling wird aktuell (Stand 2025) als Varietät des Zottigen Drüslings betrachtet, von welchem er sich phylogenetisch nicht unterscheidet.

## Merkmale

### Makroskopische Merkmale
Der Knorpelige Drüsling bildet knorpelig-gallertige Fruchtkörper aus. Ihr oberseitig liegendes Hymenium ist flach gewellt bis gerippt. Zunächst ist es hyalin, später verfärbt es sich ocker- oder rotbraun und kontrastiert dann mit dem weißen, weißlich bewimperten Rand des Fruchtkörpers. Die Basidiocarpien wachsen gesellig und dicht und verschmelzen zu bis zu 20 cm langen und bis zu 1 cm dicken Bezügen.

### Mikroskopische Merkmale
Das Hyphensystem des Knorpeligen Drüslings ist wie bei allen Drüslingen monomitisch, besteht also nur aus generativen Hyphen. Die hyalinen bis bräunlichen Hyphen haben Schnallen und sind in gelatinöse Matrix eingebettet. Sie sind zylindrisch, hyalin und inamyloid. Im Hymenium befinden sich verzweigte, dicht angeordnete und miteinander verklebte Hyphidien, die eine membranöse Schicht bilden (Epihymenialmembran). Die Sporen sind zylindrisch bis teilweise deutlich gebogen und 10–14 × 4–5 µm groß; viele Fruchtkörper sind allerdings steril oder enthalten nur wenige reife Sporen.

## Verbreitung
Der Knorpelige Drüsling bewohnt ein holarktisches Artareal, das von Süddeutschland über Nordrussland und Zentralasien bis nach Kanada reicht. Die Art bevorzugt boreale und gemäßigte Klimata. Sie ist im Tiefland selten, wird dann im Hügel- und unteren Bergland häufiger, bevor ihr Auftreten im Gebirge wieder abnimmt.

## Ökologie
Wie auch andere Drüslinge ist der Knorpelige Drüsling ein Saprobiont. Er besiedelt Totholz in der Optimal- und Finalphase seiner Vermorschung. Dabei handelt es sich in aller Regel um Laubholz, nur selten wird auch Nadelholz befallen. Häufig ist die Art in luftfeuchten Rotbuchenwäldern und Hainsimsen-Eichenwäldern sowie ähnlichen Gesellschaften zu finden, ferner in Eschen-Schwarzerlenwäldern und Stieleichen-Feldulmen-Auwäldern. Besonders oft sind die Pilze auf Linden (Tilia spp.), Rot-Buchen (Fagus sylvaticus) und verschiedenen Eichen (Quercus spp.) anzutreffen.

## Systematik
Phylogenetische Untersuchungen aus dem Jahr 2018 zeigten, dass sich der ursprünglich als eigene Art (Exidia cartilaginea) beschriebene Knorpelige Drüsling genetisch nicht vom Zottigen Drüsling (Exidia candida) abgegrenzt werden kann. Aufgrund der morphologischen Unterschiede wie die dunkleren, robusteren Fruchtkörper mit Epihymenialmembran sowie die breiteren Sporen wurde sie nicht vollständig synonymisiert, sondern als Exidia candida var. cartilaginea in den Rang einer Varietät herabgestuft.